# Mystery Disc
Mystery Disc es un álbum recopilatorio del músico y compositor estadounidense Frank Zappa. Fue lanzado en CD el 14 de septiembre de 1998, compilando pistas que originalmente estaban editadas en dos álbumes independientes e incluidos en la caja recopilatoria Old Masters, lanzado en tres volúmenes entre 1985 y 1987. (Esta caja recopilatoria, lanzado por Barking Pumpkin, conteniendo temas desde Freak Out! (1966) a Zoot Allures (1976), junto a 'Mystery Disc' en las cajas uno y dos.) El CD omite dos pistas de estas cajas, "Why Don'tcha Do Me Right?" y "Big Leg Emma", ambas incluidas en la versión en CD de Absolutely Free (1967).
Las grabaciones que aparecen en Mystery Disc cubren la primera etapa de la carrera de Zappa (entre 1962 y 1969), con la excepción de "The Story of Willie the Pimp", una grabación de 1972.

## Lista de canciones
Todas las canciones compuestas por Frank Zappa, excepto donde se indique lo contrario.
1. "Theme from Run Home Slow" – 1:23
2. "Original Duke of Prunes" – 1:17
3. "Opening Night at "Studio Z" (Collage)" – 1:34
4. "The Village Inn" – 1:17
5. "Steal Away" (Jimmy Hughes) – 3:43
6. "I Was a Teen-Age Malt Shop" – 1:10
7. "The Birth of Captain Beefheart" – 0:18
8. "Metal Man Has Won His Wings" – 3:06
9. "Power Trio from The Saints 'n Sinners" – 0:34
10. "Bossa Nova Pervertamento" – 2:15
11. "Excerpt from The Uncle Frankie Show" – 0:40
12. "Charva" – 2:01
13. "Speed-Freak Boogie" – 4:14
14. "Original Mothers at The Broadside (Pomona)" – 0:55
15. "Party Scene from Mondo Hollywood" – 1:54
16. "Original Mothers Rehearsal" – 0:22
17. "How Could I Be Such a Fool?" – 1:49
18. "Band introductions at The Fillmore West" – 1:10
19. "Plastic People" (Richard Berry, Zappa) – 1:58
20. "Original Mothers at Fillmore East" – 0:50
21. "Harry, You're a Beast" – 0:30
22. "Don Interrupts" – 4:39
23. "Piece One" – 2:26
24. "Jim/Roy" – 4:04
25. "Piece Two" – 6:59
26. "Agency Man" – 3:25
27. "Agency Man (Studio Version)" – 3:27
28. "Lecture from Festival Hall Show" – 0:21
29. "Wedding Dress Song/The Handsome Cabin Boy" (Trad., arr. Zappa) – 2:36
30. "Skweezit Skweezit Skweezit" – 2:57
31. "The Story of Willie the Pimp" – 1:33
32. "Black Beauty" – 5:23
33. "Chucha" – 2:47
34. "Mothers at KPFK" – 3:26
35. "Harmonica Fun" – 0:41